# Jože Valenčič
Jože Valenčič, slovenski kolesar, * 26. januar 1948, Pivka.
Valenčič je za Jugoslavijo nastopil na Poletnih olimpijskih igrah 1972 v Münchnu, kjer je osvojil 21. mesto v ekipnem kronometru na 100 km in 51. mesto na cestni dirki. Od 1969 do 1977 je bil stalni član jugoslovanske reprezentance. Leta 1971 je bil državni prvak v kronometru, 1975 pa tudi državni prvak v cestni vožnji. Leta 1971 je v Sofiji - Bolgarija in leta 1972 Brashov - Romunija postal balkanski prvak v ekipni vožnji na 100 km. Bil je zmagovale dirke Dirke po Srbiji in dvakrat dirke Po Sloveniji in Hrvaški. V letih 1967 in 1972 je zmagal na dirki za Veliko nagrado Kranja. Leta 1975 je osvojil naslov prvaka na državnem prvenstvu Jugoslavije v cestni dirki, v letih 1971 in 1974 pa je bil tretji.